# Liste der Monuments historiques in Carros
Die Liste der Monuments historiques in Carros führt die Monuments historiques in der französischen Gemeinde Carros auf.

## Liste der Objekte
| Bezeichnung                             | Beschreibung                                              | Standort | Kennzeichnung | Schutzstatus | Datum | Bild |
| --------------------------------------- | --------------------------------------------------------- | -------- | ------------- | ------------ | ----- | ---- |
| Monstranz                               | Silber, 17. Jahrhundert; in der Kirche St-Claude          | (Lage)   | PM06000156    | Classé       | 1908  |      |
| Gallo-römische Gedenktafel              | Stein, vor dem Gemeindebackhaus                           | (Lage)   | PM06000160    | Classé       | 1911  |      |
| Gallo-römisches Grabmal mit Inschrift   | Stein; auf dem Friedhof                                   | (Lage)   | PM06000159    | Classé       | 1911  |      |
| Kreuzreliquiar                          | Holz, vergoldet, 17. Jahrhundert; in der Kirche St-Claude | (Lage)   | PM06000157    | Classé       | 1910  |      |
| Gallo-römische Grabplatte mit Inschrift | Stein; an der ehemaligen Kapelle St-Christophe            | (Lage)   | PM06000158    | Classé       | 1910  |      |